# 出久根達郎
出久根 達郎（でくね たつろう、1944年3月31日 - ） は日本の小説家、随筆家｡茨城県行方郡北浦町（現：行方市）生まれ。

## 人物
中学卒業後集団就職で上京し、月島西仲通商店街の古書店（文雅堂書店）に勤める。1973年独立し、杉並区で古書店「芳雅堂」を営む。そのかたわらで作家デビュー。1990年「無明の蝶」「猫じゃ猫じゃ」「四人め」「とろろ」で直木賞候補。1992年に『本のお口よごしですが』で講談社エッセイ賞。1993年に『佃島ふたり書房』で第108回直木賞。2004年に『昔をたずねて今を知る 読売新聞で読む明治』で第17回大衆文学研究賞特別賞。読売新聞「人生案内」の回答者の一人である（2023年4月で引退）。2015年、『短篇集　半分コ』で芸術選奨文部科学大臣賞受賞。2016年から2020年まで、日本文藝家協会理事長。

## 著書
- 『古本綺譚』新泉社　1985　のち中公文庫、平凡社ライブラリー
- 『古書彷徨』新泉社　1987　のち中公文庫
- 『猫の縁談』中央公論社　1989　のち文庫
- 『古書法楽』新泉社　1990　のち中公文庫
- 『無明の蝶』講談社　1990　のち文庫「猫じゃ猫じゃ」他収録
- 『本のお口よごしですが』講談社　1991　のち文庫
- 『漱石を売る』文藝春秋　1992　のち文庫
- 『佃島ふたり書房』講談社　1992　のち文庫
- 『あったとさ』文藝春秋　1993　のち文庫
- 『人さまの迷惑』講談社　1993　のち文庫
- 『むほん物語』中央公論社　1993　のち文庫
- 『あなたのお耳に』講談社　1994　「踊るひと」文庫
- 『落し宿』中央公論社　1994
- 『思い出そっくり』文藝春秋　1994　のち文庫
- 『四十きょろきょろ』中央公論社　1995　のち文庫
- 『面一本』講談社　1995　のち文庫
- 『笑い絵』文藝春秋　1995　のち文庫
- 『朝茶と一冊』リブリオ出版　1996　のち文春文庫
- 『お楽しみ』新潮社　1996
- 『たとえばの楽しみ』講談社　1996　のち文庫
- 『波のり舟の 佃島渡波風秘帖』文藝春秋　1996　のち文庫
- 『逢わばや見ばや』講談社　1997　のち文庫
- 『恋文の香り』文芸春秋　1997
- 『残りのひとくち』中央公論社　1997
- 『粋で野暮天』リブリオ出版　1998　のち文春文庫
- 『いつのまにやら本の虫』講談社　1998　のち文庫
- 『えじゃないか』中央公論社　1998　のち文庫
- 『おんな飛脚人』講談社　1998　のち文庫
- 『猫の似づら絵師』文藝春秋　1998
- 『花ゆらゆら』佐野有子画　筑摩書房　1998　のち文庫
- 『みんな一等』朝日新聞社　1998
- 『御書物同心日記』講談社　1999　のち文庫
- 『仕合せまんまる』中央公論新社　1999
- 『死にたもう母』新潮社　1999　のち角川文庫
- 『書棚の隅っこ』リブリオ出版　1999　「人は地上にあり」文春文庫
- 『倫敦赤毛布見物』文藝春秋　1999
- 『犬大将ビッキ』中央公論新社　2000　のち文庫
- 『風がページをめくると』リブリオ出版　2000　のちちくま文庫
- 『紙の爆弾』文藝春秋　2000
- 『漱石先生とスポーツ』朝日新聞社　2000
- 『昔の部屋』筑摩書房　2000
- 『土龍』講談社　2000　のち文庫
- 『犬と歩けば』新潮社　2001　のち角川文庫
- 『いの一番』中央公論新社　2001
- 『俥宿』潮出版社　2001　のち講談社文庫
- 『書物の森の狩人』角川選書 2001
- 『猫にマタタビの旅』文藝春秋　2001
- 『秘画 御書物同心日記』講談社　2001　「続・御書物同心日記」文庫
- 『百貌百言』文春新書　2001
- 『本の背中本の顔』講談社　2001　のち河出文庫
- 『嘘も隠しも』富士見書房　2002
- 『二十歳のあとさき』講談社　2002　のち文庫
- 『虫姫 御書物同心日記』講談社　2002　のち文庫
- 『立志ふたたび』新潮社　2002
- 『安政大変』文藝春秋　2003　のち文庫
- 『今読めない読みたい本』ポプラ社　2003
- 『出久根達郎の人生案内』中公新書ラクレ 2003
- 『古本夜話』ちくま文庫 2003
- 『昔をたずねて今を知る 読売新聞で読む明治』中央公論新社　2003　のち文庫
- 『行蔵は我にあり 出頭の102人』文春新書　2004
- 『猫も杓子も猫かぶり』文藝春秋　2004
- 『古本・貸本・気になる本』河出書房新社　2004
- 『世直し大明神 おんな飛脚人』講談社　2004　のち文庫
- 『あらいざらい本の話』河出書房新社　2005
- 『かわうその祭り』朝日新聞社　2005　のち角川文庫
- 『最後の恋文 随筆』三月書房　2005
- 『下々のご意見 二つの日常がある』清流出版　2005
- 『まかふしぎ・猫の犬』河出書房新社　2005
- 『養生のお手本 あの人このかた72例』清流出版　2005
- 『逢わばや見ばや 完結編』講談社　2006　のち文庫
- 『隅っこの「昭和」 モノが語るあの頃』角川学芸出版 2006　のち草思社文庫
- 『本を旅する』河出書房新社　2006
- 『本の気つけ薬』河出書房新社　2006
- 『ぐらり!大江戸烈震録』実業之日本社　2007　「大江戸ぐらり 安政大地震人情ばなし」文庫
- 『作家の値段』講談社　2007　のち文庫
- 『セピア色の言葉辞典』2007　文春文庫
- 『萩のしずく』文藝春秋　2007
- 『抜け参り薬草旅』河出書房新社　2008
- 『古本供養』河出書房新社　2008
- 『御留山騒乱』実業之日本社　2009　「将軍家の秘宝 献上道中騒動記」文庫
- 『春本を愉しむ』新潮選書 2009
- 『ときどきメタボの食いしん坊』清流出版　2009
- 『夢は書物にあり』平凡社　2009
- 『乙女シジミの味』新人物文庫 2010
- 『作家の値段 『新宝島』の夢』講談社　2010
- 『新懐旧国語辞典』河出書房新社　2010
- 『東京歳時記 今が一番いい時』河出書房新社　2011
- 『日本人の美風』2011　新潮新書
- 『古本屋歳時記 俳句つれづれ草』河出書房新社　2011
- 『一日一言366日 日めくり歴史名言集』河出書房新社　2012
- 『人生の達人　いい「大人」のための人物伝』中公新書ラクレ、2012
- 『西瓜チャーハン』潮出版社 2013
- 『隅っこの四季』岩波書店 2013
- 『七つの顔の漱石』晶文社 2013
- 『名言がいっぱい あなたを元気にする56の言葉』清流出版 2013
- 『雑誌倶楽部』実業之日本社 2014
- 『本があって猫がいる』晶文社 2014
- 『本と暮らせば』草思社 2014、草思社文庫 2018
- 『短篇集　半分コ』三月書房、2014
- 『赤い糸 短篇集』三月書房 2015
- 『人生案内 出久根達郎が答える366の悩み』読売新聞東京本社共著 白水社 2015
- 『幕末明治異能の日本人』草思社 2015、「幕末明治鬼才列伝」草思社文庫 2023
- 『万骨伝 饅頭本で読むあの人この人』ちくま文庫 2015
- 『謎の女 幽蘭 古本屋「芳雅堂」の探索帳より』筑摩書房 2016
- 『桜奉行 幕末奈良を再生した男・川路聖謨』図書出版養徳社 2016
- 『庭に一本なつめの金ちゃん』三月書房 2016
- 『漱石センセと私』潮出版社 2018
- 『花のなごり　－奈良奉行・川路聖謨－』図書出版養徳社 2021
- 『出久根達郎の古本屋小説集』ちくま文庫 2023。新編再刊 解説南陀楼綾繁

### 編著
- 『漱石先生の手紙』日本放送出版協会 2001、講談社文庫 2004
- 『七人の龍馬 坂本龍馬名言集』編著　講談社 2009
- 『むかしの汽車旅』編　河出文庫 2012
- 『犬のはなし 古犬どら犬悪たれ犬』選 日本ペンクラブ編 角川文庫 2013